# 戴鏜
戴鏜（16世紀—17世紀），號印鋒，江西南康府建昌縣人，明朝政治人物。

## 生平
萬曆四年（1576年），戴鏜中式丙子科江西鄉試舉人，授壽寧知縣，壽寧土地貧瘠，容易發生饑荒，他在城內外建設社倉，勸喻富民捐出糧食，捐多的給冠帶，捐少者給牌匾，又增加廩生月糧和赴京科舉的車馬費用，同時修築關隘保障地方。之後他陞任忠州知州，推誠布公，有循良聲譽。

## 引用
1. 1 2  民國《太倉州志·卷十八·人物二》：戴鏜，號印鋒，萬曆丙子鄉魁，授壽寧知縣，地土墝确小祲即饑，公于城內外建社倉，勸富民捐輸粟，登數申報，多者榮以冠帶，少者扁以尚義，仍於各社擇殷民有誼者司其出入，民以永賴；陞忠州知州，推誠布信，恩浹遐荒，有循良之譽。
2. ↑  康熙《壽寧縣志·卷四·官守志》：戴鏜，江西建昌人，由舉人萬曆十八年知縣事，持心若水、秉政如衡，加廩生閏月之糧，增科舉起送之費，上役餽贈之禮，審編得通融之法。修築關隘，一方之保障，添復民兵作建郡之藩離，建社倉而邑多蓄積，議發賑而民無流離，心實行慎始令終，真無愧古之循良者。